# Julien Loubet
Julian Loubet (Tolosa, 11 gennaio 1985) è un ex ciclista su strada francese, professionista dal 2005 al 2011 e dal 2015 al 2018.

## Carriera
Campione francese in linea Under-23 nel 2004, debuttò da professionista nel 2005 con la AG2R Prévoyance. Nelle sei stagioni in maglia AG2R prese parte a due Giri d'Italia, nel 2007 e nel 2009, e a diverse gare del calendario UCI ProTour, vincendo anche, nel 2010, una tappa alla Tropicale Amissa Bongo in Gabon. Nel 2012, dopo la scadenza del contratto con la AG2R, tornò tra i dilettanti per correre nella GSC Blagnac Vélo Sport 31. Gareggiò poi con l'US Montauban 82, nel 2013, e poi di nuovo con la GSC Blagnac.
Nel 2015 ritorna tra i professionisti passando alla squadra Continental francese Marseille 13-KTM, precedentemente conosciuta come La Pomme Marseille. Nello stesso anno si classifica secondo nella Classic Sud Ardèche e vince la Parigi-Camembert. L'anno dopo passa alla Professional Fortuneo-Vital Concept, mentre nel 2017, in maglia Armée de Terre, si aggiudica il Tour du Finistère e una tappa alla Route du Sud.
Per il 2018 viene messo sotto contratto dal team Professional Euskadi Basque Country-Murias, ma in aprile, senza aver mai debuttato con la nuova maglia, annuncia il ritiro dalle corse per motivi familiari.

## Palmarès
- 2002 (Juniors)

La Bernaudeau Juniors
- 2003 (Juniors)

Grand Prix des Nations Juniors
Classique des Alpes Juniors
- 2004 (Under-23)

Campionati francesi, Prova in linea Under-23
- 2010 (AG2R La Mondiale, una vittoria)

2ª tappa La Tropicale Amissa Bongo (Kabala > Franceville)
- 2014 (GSC Blagnac, quattro vittorie)

4ª tappa Tour du Maroc (Talioune > Ouarzazate)
10ª tappa Tour du Maroc (Rabat > Casablanca)
Classifica generale Tour du Maroc
4ª tappa Tour de Gironde (Fargues-Saint-Hilaire > Cenon)
- 2015 (Team Marseille 13 KTM, Una vittoria)

Parigi-Camembert
- 2017 (Equipe Cycliste Armée de Terre, due vittorie)

Tour du Finistère
1ª tappa Route du Sud (Villeveyrac > Saint-Pons-de-Thomières)

### Altri successi
- 2012 (AG2R La Mondiale)

4ª tappa Vuelta a Toledo (Toledo > Toledo)
2ª tappa Vuelta a Tenerife (Candelaria > Granadilla)
- 2013 (GSC Blagnac)

Tour du Lot et Garonne
Prix de la Municipalité de Puymiclan
1ª tappa Week-end Béarnais (Orthez)
Classifica generale Week-end Béarnais
Campionato de Midi-Pyrénées
G.P.Jésus Mujica
- 2014 (GSC Blagnac)

Essor Basque - Tour de Basse Navarre
1ª tappa Essor Basque - Le Trophée de l´Essor
Classifica generale Essor Basque - Le Trophée de l´Essor
Souvenir Louison Bobet
Prix de la Ville de Mont Pujols
G.P.Jésus Mujica
2ª tappa 4 Jours des As-en-Provence (Lamanon > Lamanon)
2ª tappa Tour de la Réunion (Saint-Paul > Saint-Paul)
- 2015 (Team Marseille 13 KTM)

Classifica scalatori Étoile de Bessèges
3ª tappa Circuit des Ardennes (Charleville-Mézières > Sedan, cronosquadre)

## Piazzamenti

### Grandi Giri
- Giro d'Italia

2007: ritirato (8ª tappa)
2009: ritirato (8ª tappa)
- Vuelta a España

2008: 70º
2009: ritirato (18ª tappa)

### Classiche monumento
- Liegi-Bastogne-Liegi

2007: ritirato
2008: 72º
2009: ritirato
2016: ritirato
- Giro di Lombardia

2006: ritirato
2007: 92º
2008: ritirato
2009: ritirato
2010: ritirato

### Competizioni mondiali
- Campionati mondiali

Hamilton 2003 - Cronometro Juniores: 9°
Hamilton 2003 - In linea Juniores: 13°
Verona 2004 - In linea Under-23: ritirato